# Comandanti della scuola militare Teulié
La Scuola Militare "Teulié" ha avuto ad oggi 30 Comandanti, di cui si riporta di seguito l'elenco.
Regno d'Italia
- 1802 Cap. Antonio Artaud
- 1802-1805 Cap. Ignazio Ritucci
- 1805-1811 Capo Btg. Giovan Battista Deangeli
- 1811-1814 Generale Giacomo Filippo De Meester Hüyoël

Regno Lombardo-Veneto
- 1814-1836 Ten. Col. Edward Young
- 1836-1838 Magg. Johann Cristophe Von Leuenfels
- 1838-1847 Cap. Joseph Von Reichenau
- 1847-1848 Cap. Rudolf Severus
- 1848-1859 (Scuola chiusa)

Regno di Sardegna
- 1859-1860 Lgt. Col. Efisio Cugia di Sant'Orsola
- 1860 Lgt. Col. Genova Thaon di Revel
- 1860-1861 Lgt. Col. Roberto Patrese

Regno d'Italia
- 1861-1869 Lgt. Col. Cesare Ferreri
- 1869-1874 (Scuola chiusa)
- 1874-1880 Col. Fiorenzo Bava Beccaris
- 1880-1882 Col. Carlo Secretant
- 1882-1884 Col. Agostino Giulio Rossi
- 1884-1889 Col. Francesco Rogier
- 1889-1892 Col. Giovanni Ravetta
- 1892-1895 Col. Ernesto Toselli
- 1895-1935 (Scuola chiusa)
- 1935-1937 Col. Pietro Maggiani
- 1937-1939 Col. Lorenzo Mugnai
- 1939-1942 Col. Giuseppe Cortese
- 1942-1943 Col. Epifanio Chiaramonti
- 1943-1946 (Scuola chiusa)

Repubblica Italiana
- 1943-1996 (Scuola chiusa)
- 1996-2000 Col. Marco Grasso
- 2000-2002 Col. Ermanno Patrizio
- 2002-2005 Col. Antonio Tebaldi
- 2005-2008 Col. Giuseppe Affini
- 2008-2010 Col. Corrado Serto
- 2010-2012 Col. Maurizio Patané
- 2012-2014 Col. Francesco Giordano
- 2014-2016 Col. Gioacchino Violante
- 2016-2018 Col. Gianluca Ficca
- 2018-2021 Col. Daniele Pepe
- 2021-2023 Col. Gianluigi D'Ambrosio
- 2023 presente Col. Antonio Calligaris